# إيتورو أوموه كولمان
إيتورو أوموه كولمان (بالإنجليزية: Itoro Umoh-Coleman)‏ مواليد 21 فبراير 1977 في واشنطن العاصمة، هي لاعبة كرة سلة أمريكية سابقة تحولت إلى التدريب بعد الاعتزال. بدأت مسيرتها الاحترافية في سنة 2003. مثلت منتخب بلادها. شاركت في دورة الألعاب الأولمبية الصيفية سنة 2004. حققت المركز الثالث في دورة الألعاب الأمريكية 1999. اعتزلت اللعب في 2003.

## سجل المنافسة
شاركت في المنافسات التالية:
- الألعاب الأولمبية الصيفية 2004
- كأس العالم لكرة السلة للسيدات 2006

## الميداليات
| الميدالية | المسابقة                    |
| --------- | --------------------------- |
| برونزية   | دورة الألعاب الأمريكية 1999 |

## روابط خارجية
- إيتورو أوموه كولمان على موقع الاتحاد الدولي لكرة السلة (الإنجليزية)
- إيتورو أوموه كولمان على موقع الاتحاد الوطني لكرة السلة النسائية (الإنجليزية)
- إيتورو أوموه كولمان على موقع كرة السلة الأوروبية.كوم (الإنجليزية)
- إيتورو أوموه كولمان على موقع كلية كرة السلة في سبورتس رفرنس.كوم (الإنجليزية)
- إيتورو أوموه كولمان على موقع بروبوليرز (الإنجليزية)
- إيتورو أوموه كولمان على موقع سبورتس رفرنس (الإنجليزية)
- إيتورو أوموه كولمان على موقع كلية كرة السلة في سبورتس رفرنس.كوم (الإنجليزية)
- إيتورو أوموه كولمان على موقع سبورتس رفرنس (الإنجليزية)
- إيتورو أوموه كولمان على موقع أوليمبيديا (الإنجليزية)